# أطعمة لتحسين الحالة الصحية

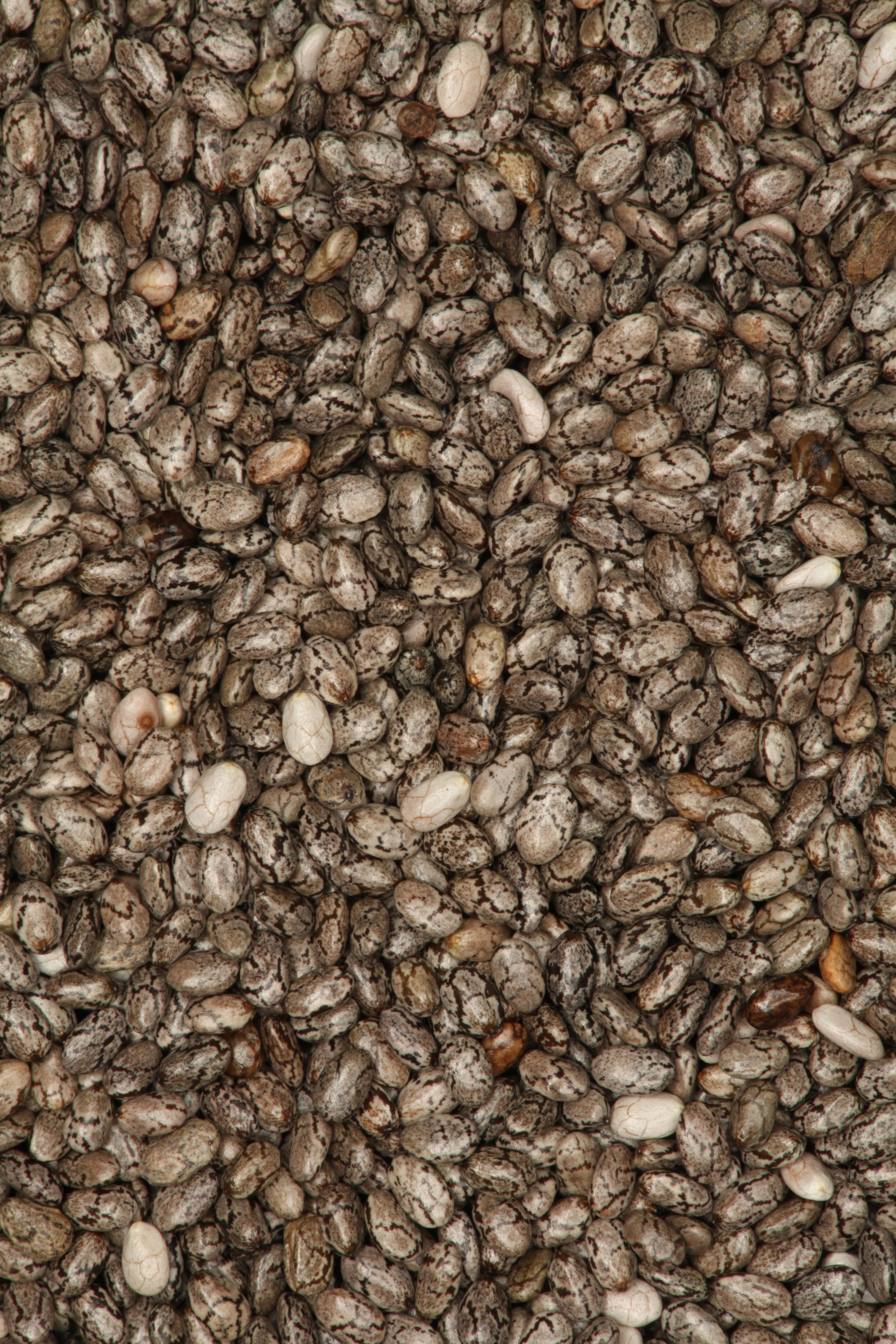
شيا ويزرع تجاريا بالنسبة بذوره غنية في ألفا-لينولينيك.

الأغذية العلاجية أو الأغذية الصحية هو مصطلح يضم  «التغذية» و «الدواء», تم استخدامه للمرة الأولى في عام 1989 من قبل ستيفن L. DeFelice ، مؤسس ورئيس مجلس إدارة مؤسسة الابتكار الطبي. هذا المصطلح ينطبق على المنتجات المصنعة مثل المواد الغذائية، المكملات الغذائية والمنتجات العشبية خاصة المنتجات الخاصة بالحمية و الأطعمة المصنعة مثل الحبوب والحساء والمشروبات.

## التنظيم
الأغذية الوظيفية تعامل بشكل مختلف من دولة لأخرى.

### كندا
بموجب القانون الكندي، الأغذية العلاجية يمكن أن تسوق كغذاء أو كدواء؛ حيث لا تمييز بين «الاغذية» و «الأغذية الوظيفية»،  إشارة إلى «منتج معزول أو منتقى من الأطعمة التي تباع في العادة في أشكال طبية لا ترتبط عادة بالطعام وثبت وجود فائدة فسيولوجية أو وظيفية  أو تقدم حماية ضد الأمراض المزمنة.»

### الولايات المتحدة
مصطلح «االغذاء الوظيفي» ليس له معنى في القانون الأمريكي. اعتمادا على المكونات والمتطلبات التي يتم تسويقها، المنتج يعرف كدواء أو غذاء أو مكمل غذائي أو من مكونات الطعام أو طعام.

### المكملات الغذائية

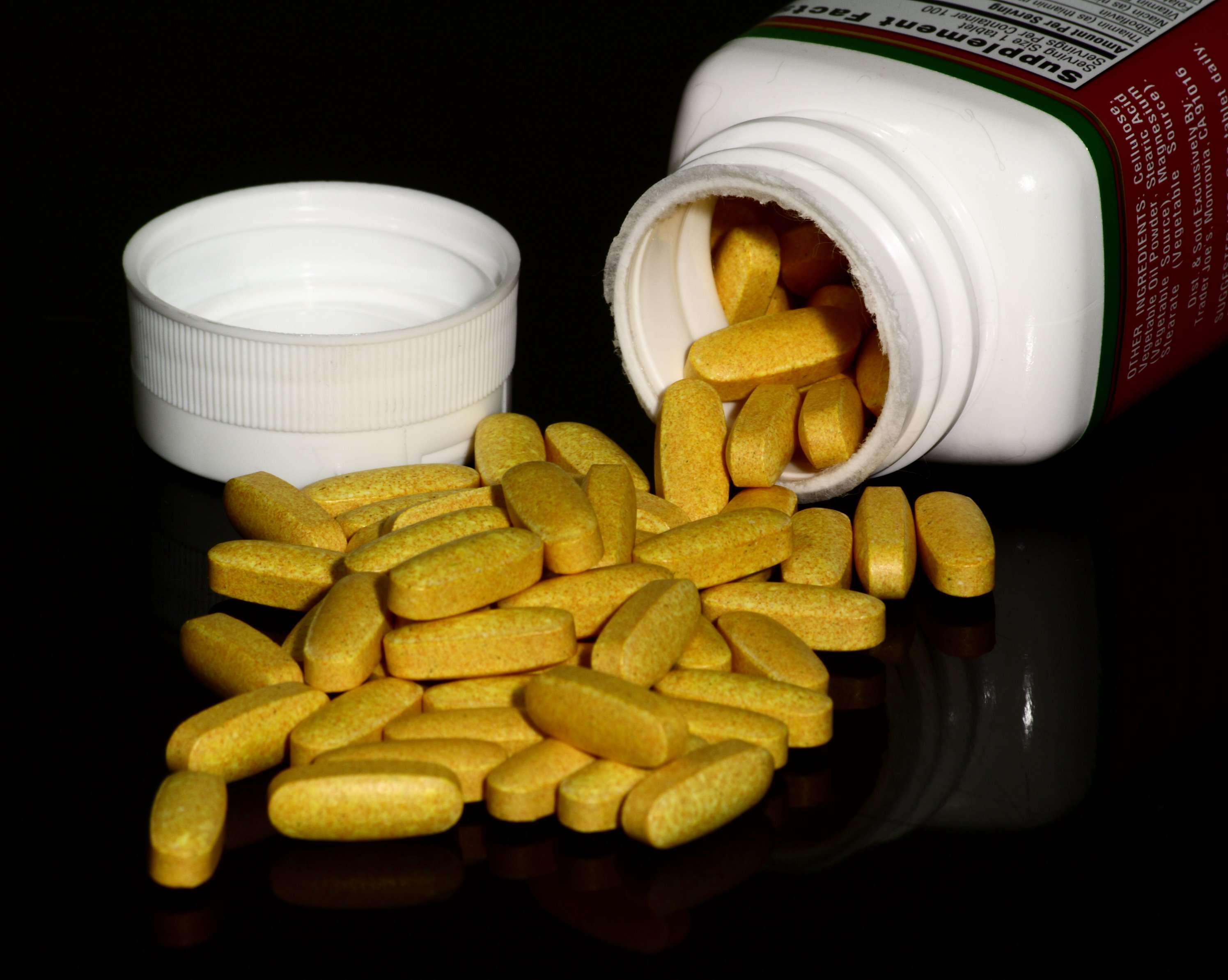
المكملات الغذائيةمثل فيتامين ب الملحق هو مبين أعلاه، وعادة ما تباع في شكل حبوب منع الحمل.

## التاريخ

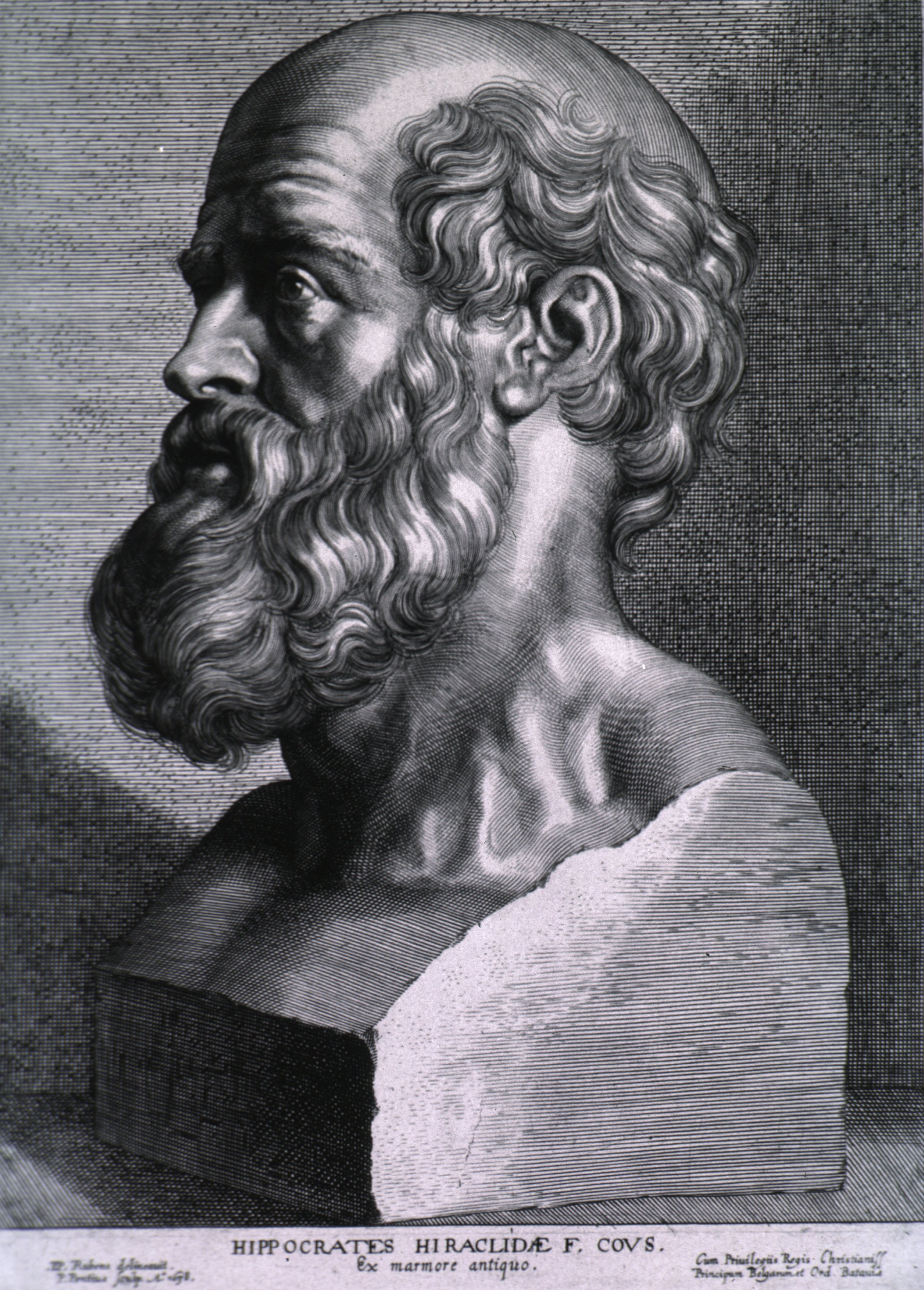
يعتبر أب الطب الغربي ، أبقراط دعا آثار الشفاء من المواد الغذائية.